# 查戈斯島軟雀鯛
查戈斯島軟雀鯛，為輻鰭魚綱鱸形目鱸亞目擬雀鯛科的其中一種，分布於西印度洋查戈斯島海域，深度0-40公尺，體長可達3.1公分，為熱帶海水魚，棲息在珊瑚礁水域，生活習性不明。

## 擴展閱讀
維基物種上的相關：查戈斯島軟雀鯛